# Mal Arnold
Mal Arnold Epstein (Filadelfia, 27 luglio 1933) è un attore statunitense.

## Biografia
Finito il servizio militare nei Marines, si trasferì in Florida dove frequentò dei corsi di recitazione per specializzarsi.
Il primo film dove appare è  Nature's Playmates dove lavorò solo come una comparsa, mentre fra i ruoli più importanti prese parte al primo film del genere horror splatter Blood Feast nel 1963.

## Filmografia
- Nature's Playmates, regia di Herschell Gordon Lewis (1962)
- Blood Feast, regia di Herschell Gordon Lewis (1963)
- Goldilocks and the Three Bares, regia di Herschell Gordon Lewis (1963)
- Scum of the Earth, regia di Herschell Gordon Lewis (1963)
- Adam Lost His Apple, regia di Earl Wainwright (1965)
- Vampire Cop, regia di Donald Farmer (1990)